# Florida State Road 451
Die Florida State Road 451 ist eine State Route im US-Bundesstaat Florida, die innerhalb des Stadtgebiets von Apopka im Orange County verläuft und autobahnähnlich ausgebaut sowie mautpflichtig ist. Sie wird von der Central Florida Expressway Authority betrieben.
Die Straße verbindet den U.S. Highway 441 im Norden mit dem Maitland Boulevard (SR 414) und dem Daniel Webster Western Beltway (SR 429) im Süden und wurde 2013 eröffnet.